# Московски статии (1665)
Московските статии са договор, сключен на 21/11 октомври 1665 г. в Москва, между Иван Брюховецки, хетман на Левобрежна Украйна, и руското правителство на цар Алексей Михайлович Романов. Преговорите, предшестващи подписването му, протичат при изключително неблагоприятни за казаците условия – социалните противоречия в обществото са изострени, засилена е вътрешнополитическата борба, а от запад надвисва военна заплаха от Полша. Всичко това принуждава украинската делегация да направи значителни отстъпки на Москва.
Отивайки при царя, Брюховецки не само подписва новите Московски статии, но и предлага нова концепция за руско-украинските отношения. На първо място предлага за Киевски митрополит да се избере един от руските архиереи. Друго негово предложение е руските управители сами да събират всички приходи в Левобрежна Украйна. Срещу това, в знак на благодарност, царят му дарява болярска титла и наследствени имоти. В същия ден старшините, които го придружават са повишени в дворяни. Освен това Брюховецки се жени за една от племенниците на Юрий Долгорукий.

## Условия по договора
Договорът поставя Левобережна Украйна под контрола на руския цар, а условията на споразумението са унизителни за украинците. Според тях:
- Украинските земи са обявени за собственост на руските монарси.[3][4]
- Контролът над цялата военна, административна и финансова власт се поема от руски военни губернатори.[1][5]
- На хетманското правителство е забранено да влиза в дипломатически отношения с чужди държави.[2][4][5]
- Увеличен е броят на руските войски в Украйна, а задължението да ги изхранват и поддържат е на местното население.[1]
- Във всички по-големи градове са разквартирувани руски гарнизони – Киев, Чернигов, Переяслав и Нежин. Освен това руски гарнизони са разположени в Полтава, Кременчуг, Новгород-Сиверски, Остра, Канев и други градове в Левобрежна Украйна, както и в Кодак в Запорожката Сеч.[1][3][4][5] В Киев руската войска наброява 5000 души, в Переяслав – 2000, в Чернигов и Нежин – по 1200, в Новгород-Сиверски и Кременчуг – по 300, в Полтава – 500, в Кодак – 1000 и 100 души остават като охрана при хетмана.[2]
- Данъците се събират от московски войводи от цялото украинско население, с изключение на казаците. За уточнение на размера им се извършва преброяване на населението, земите, горите, полята и въобще на всички източници на доходи.[6] Руските представители събират още храна за издръжка на руските гарнизони в страната и парични налози върху произведеното вино. Всичко се внася в царската хазна.[1][4]
- Украинската православна църква става подчинена на Московския патриарх, а не както дотогава на константинополския.[1][4][5]
- Правото на свободен избор за хетман е ограничено. Изборът трябва да се провежда само с разрешение на царя и в присъствието на московски представители.[5] Новоизбраният хетман е задължен да замине за Москва, където да получи хетманските символи за власт.[4]
- Гарантира се връщането на Магдебургското право на някои от градовете (Киев, Чернигов, Переяслав, Нежин и други), оттеглени по-рано по заповед на царя. Хетманът няма право сам да предоставя самоуправление на градовете.[4]
- Забранява се използването на обезценените медни пари в Левобрежна Украйна.[5]

## Последствия
В Украйна това споразумение до голяма степен е прието като предателство към националните интереси и предизвиква голямо възмущение и огромен шум. Масите от населението се страхува от прекомерно високите данъци, а казашката администрация е лишена от възможността за произволно и неконтролируемо данъчно облагане на населението за лично обогатяване. Планът на Брюховецки за преподчинение на Украинската православна църква на Московския патриарх предизвиква остър конфликт между хетмана и духовенството. Всичко това става причина за антимосковското въстание, избухнало през 1668 г. Подписването на Московските статии е и една от причините за жестокото убийство на хетман Брюховецки от казашката тълпа.